# Kapusta ziemniaczana
Kapusta ziemniaczana (kapusta źmiocano) – regionalna, lasowiacka potrawa z okolic Kolbuszowej. Gotowana z ziemniaków i fasoli, nie występująca w żadnym innym regionie Polski. Produkt wpisany na listę produktów tradycyjnych Ministerstwa Rolnictwa i Rozwoju Wsi w dniu 4 maja 2007 w kategorii: Gotowe dania i potrawy w woj. podkarpackim.

## Tradycja
Nie ma wzmianek w źródłach pisanych o kapuście ziemniaczanej, (kapuście bez kapusty) prawdopodobnie dlatego, że jest to danie typowe wyłącznie dla terenów Kolbuszowej, a w szczególności Kolbuszowej Górnej, Niwisk i Kupna. Była potrawą codzienną, być może też dlatego nie odnotowano sposobu jej przygotowania w literaturze. Początki przyrządzania potrawy datuje się na XIX wiek, kiedy to ziemniaki „zeszły z pańskich stołów” i stały się podstawą kuchni chłopskiej. Potrawa, ponieważ jest gęsta, jest wygodna w transporcie i była noszona w pole podczas żniw lub wykopków, to jednogarnkowe danie spożywano z chlebem i jajkami na twardo.
Informacje o potrawie uzyskano w trakcie przeprowadzonych badań kulturowych, których wyniki znajdują się w Archiwum Etnograficznym Muzeum Kultury Ludowej w Kolbuszowej. W wywiadach przeprowadzonych w latach 80. i 90. XX wieku, gospodynie z Kolbuszowej Górnej i Kupna informowały, że sposobu przyrządzania kapusty ziemniaczanej nauczyły się od swoich babek i gotują ją według ich przepisów.

## Przygotowanie
Przyrządzano ją najczęściej w piątek po tradycyjnym czwartkowym pieczeniu chleba. Usiekane surowe ziemniaki zalewano gorącą wodą i wstawiano do ciepłego jeszcze pieca chlebowego aby zakisły. Następnego dnia gotowano je w tej samej zalewie a w trakcie gotowania dodawano osobno ugotowaną fasolę i mieszano. Pod koniec gotowania maszczono ją słoniną ze skwarkami i cebulą.

### Charakterystyka
Gęsta potrawa o kwaśnym smaku, składniki są rozdrobnione, ale widoczne.

### Składniki
- posiekane surowe ziemniaki
- gorąca woda
- fasola
- cebula
- skwarki ze słoniny[3].

## Obecnie
Obecnie nie jest przyrządzana z kiszonych ziemniaków, ale zakwaszana zakwasem z barszczu, kwasem z kapusty, ogórków, serwatką, maślanką, octem owocowym, kwaskiem cytrynowym lub sokiem z cytryny. Do tej pory w niektórych domach w Kolbuszowej i okolicach jest gotowana prawie w każdym tygodniu, zazwyczaj w piątki jako danie postne. 